# (34509) 2000 SH175
2000 SH175 (asteroide 34509) é um asteroide da cintura principal. Possui uma excentricidade de 0.09052670 e uma inclinação de 6.49132º.
Este asteroide foi descoberto no dia 28 de setembro de 2000 por LINEAR em Socorro.